# Подорожник средний
Подоро́жник сре́дний (лат. Plantágo média) — многолетнее травянистое растение, вид рода Подорожник (Plantago) семейства Подорожниковые (Plantaginaceae).

## Ботаническое описание
Многолетние травянистые растения.

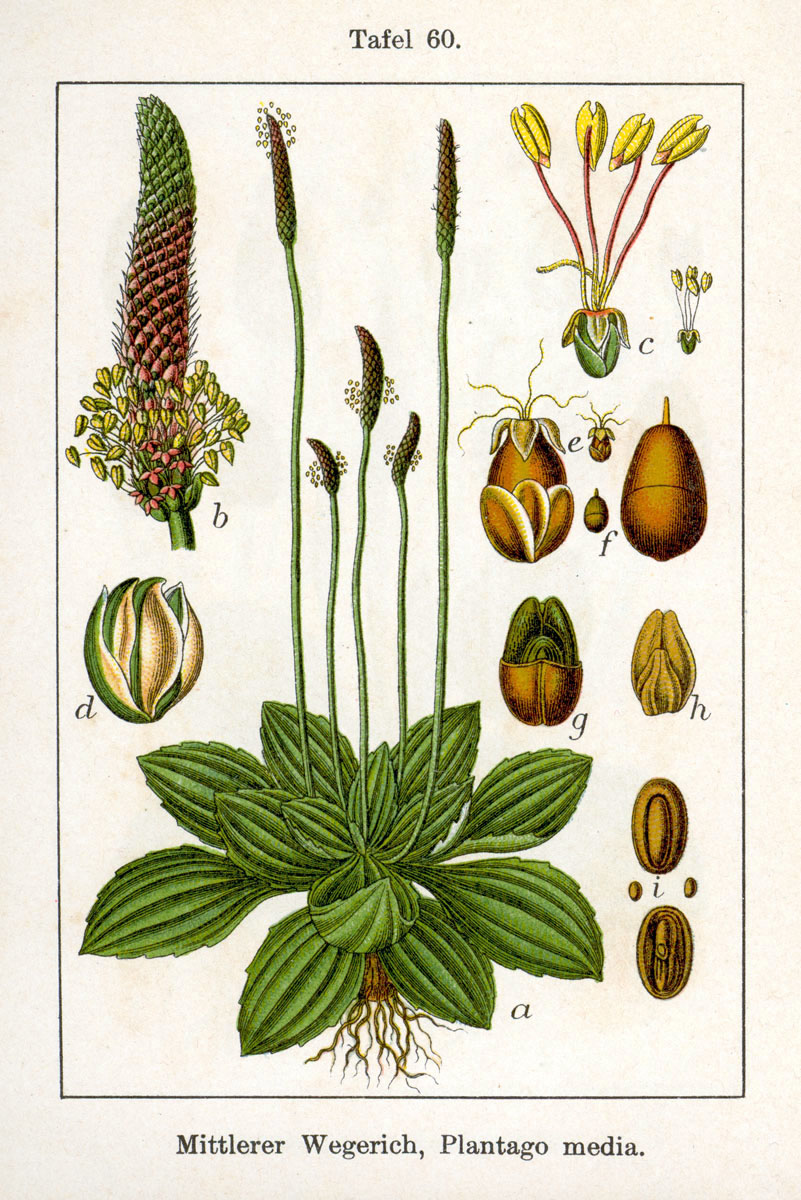

Листья яйцевидной или эллиптической, иногда яйцевидно-ланцетной формы, с цельным краем или зубчатые. Черешки широкие, короткие, в 3—10 раз короче листовой пластинки, в тени длиннее, иногда почти равные ей.
Цветоносы 15—70 см высотой, у основания восходящие, опушённые прижатыми волосками. Соцветия 2—8 см длиной, цилиндрические, густые. Чашелистики 1,5—2 мм длиной, яйцевидно-эллиптические или эллиптические, плёнчатые. Доли венчика 1,5—2 мм длиной, яйцевидной или продолговато-яйцевидной формы.
Плоды — коробочки 2—3 мм длиной, с 2—6 семенами.

## Распространение и экология
Ареал вида охватывает Европу, Сибирь, Переднюю и Среднюю Азию. Описан из Западной Европы.
Произрастает на пойменных, высокогорных и суходольных лугах, а также в разреженных лесах, около дорог, на залежах.

## Классификация

### Таксономическое положение
- Plantago media L., 1752, Sp. Pl. : 113

Вид Подорожник средний относится к роду Подорожник (Plantago) семейства Подорожниковые (Plantaginaceae) порядка Ясноткоцветные (Lamiales) клады Ламииды, последовательно входящей в более крупные клады Астериды → Суперастериды → Эвдикоты → Цветковые растения. Таксономическая схема в соответствии с Системой APG IV по состоянию на декабрь 2023 года:
|  |                          |  |                                   |                                   |                          |  | еще 23 семейства | еще 23 семейства |                        |  |                         |  | еще 247 подтвержденных видов и 67 видов в статусе "неподтвержденных" | еще 247 подтвержденных видов и 67 видов в статусе "неподтвержденных" |  |
|  |                          |  |                                   |                                   |                          |  | еще 23 семейства | еще 23 семейства |                        |  |                         |  | еще 247 подтвержденных видов и 67 видов в статусе "неподтвержденных" | еще 247 подтвержденных видов и 67 видов в статусе "неподтвержденных" |  |
|  |                          |  |                                   | порядок Ясноткоцветные            |                          |  |                  |                  | род Подорожник         |  |                         |  |                                                                      |                                                                      |  |
|  |                          |  |                                   | порядок Ясноткоцветные            |                          |  |                  |                  | род Подорожник         |  | 2 внутривидовых таксона |  |                                                                      |                                                                      |  |
|  | клада Цветковые растения |  |                                   |                                   | семейство Подорожниковые |  |                  |                  | вид Подорожник средний |  |                         |  |                                                                      |                                                                      |  |
|  | клада Цветковые растения |  |                                   |                                   |                          |  |                  |                  |                        |  |                         |  |                                                                      |                                                                      |  |
|  |                          |  | ещё 63 порядка цветковых растений | ещё 63 порядка цветковых растений |                          |  |                  | еще 105 родов    | еще 105 родов          |  |                         |  |                                                                      |                                                                      |  |
|  |                          |  |                                   | ещё 63 порядка цветковых растений |                          |  |                  |                  | еще 105 родов          |  |                         |  |                                                                      |                                                                      |  |

### Внутривидовые таксоны
- Plantago media subsp. media
- Plantago media subsp. pindica (Hausskn.) Greuter & Burdet

### Синонимы
- Arnoglossum incanum Gray
- Plantago concinna Salisb.
- Plantago media var. badalii (Pau) Losa
- Plantago media var. dentata Rosén & Wahlenb.
- Plantago media var. nevadensis Willk.